# Bahnstrecke Zwickau–Zwickau-Zentrum
| Streckennummer (DB): | 9705                                             |                                                         |                                                         |
| Kursbuchstrecke (DB): | 549, 544                                         |                                                         |                                                         |
| Streckenlänge: | 2,841 km                                         |                                                         |                                                         |
| Spurweite: | 1435 mm (Normalspur) Stadthalle–Zentrum: 1000 mm |                                                         |                                                         |
| Stromsystem: | Stadthalle–Zentrum: 600 V =                      |                                                         |                                                         |
| Zweigleisigkeit: | Stadthalle–Zentrum                               |                                                         |                                                         |
| |                                                  |                                                         |                                                         |
| \| \| \| von Werdau Bogendreieck \| \| \| \| \| von Falkenstein \| \| \| \| \| Zwickau (Sachs) Hbf (Keilbahnhof) \| \| \| \| \| nach Dresden \| \| \| \| 0,000 \| Abzw Zwickau (Sachs) Hbf Stw B 4 \| Abzw Zwickau (Sachs) Hbf Stw B 4 \| \| \| \| nach Schwarzenberg \| \| \| \| \| Betriebsartenwechsel EBO/BOStrab \| \| \| \| 0,440 \| Abzw Zwickau (Sachs) Hbf Stw W 3 \| 275 m \| \| \| \| nach Pöhlau \| \| \| \| 0,820 \| Anst VHZ Schrott \| Anst VHZ Schrott \| \| \| 0,830 \| EÜ Saarstraße (14 m) \| EÜ Saarstraße (14 m) \| \| \| \| von Neuplanitz (Straßenbahn Zwickau) \| \| \| \| 1,500 \| Zwickau Stadthalle (Beginn Dreischienengleis) \| Zwickau Stadthalle (Beginn Dreischienengleis) \| \| \| \| nach Zwickau-Schedewitz Gbf (Reinsdorfer Industriebahn) \| \| \| \| 1,400 \| Pöhlau–Zwickau \| Pöhlau–Zwickau \| \| \| 1,800 \| Zwickau Steinkohlenwerk/Glück-Auf-Center \| Zwickau Steinkohlenwerk/Glück-Auf-Center \| \| \| 2,290 \| Zwickau IHK/Saarstraße \| Zwickau IHK/Saarstraße \| \| \| 2,840 \| Zwickau Zentrum (Ende Dreischienengleis) \| Zwickau Zentrum (Ende Dreischienengleis) \| \| \| \| Straßenbahn Zwickau \| \| |                                                  |                                                         |                                                         |
| Strecke |                                                  | von Werdau Bogendreieck                                 | von Werdau Bogendreieck                                 |
| Abzweig geradeaus und von rechts |                                                  | von Falkenstein                                         | von Falkenstein                                         |
| Bahnhof |                                                  | Zwickau (Sachs) Hbf (Keilbahnhof)                       | Zwickau (Sachs) Hbf (Keilbahnhof)                       |
| Abzweig geradeaus und nach links |                                                  | nach Dresden                                            | nach Dresden                                            |
| ehemalige Blockstelle | 0,000                                            | Abzw Zwickau (Sachs) Hbf Stw B 4                        | Abzw Zwickau (Sachs) Hbf Stw B 4                        |
| Abzweig geradeaus und nach rechts |                                                  | nach Schwarzenberg                                      | nach Schwarzenberg                                      |
| Grenze mit U-Bahn |                                                  | Betriebsartenwechsel EBO/BOStrab                        | Betriebsartenwechsel EBO/BOStrab                        |
| ehemalige U-Bahn-Blockstelle | 0,440                                            | Abzw Zwickau (Sachs) Hbf Stw W 3                        | 275 m                                                   |
| U-Bahn-Abzweig mit Eisenbahn geradeaus und ehemals nach links |                                                  | nach Pöhlau                                             | nach Pöhlau                                             |
| U-Bahn-Abzweig mit Eisenbahn geradeaus und ehemals nach links | 0,820                                            | Anst VHZ Schrott                                        | Anst VHZ Schrott                                        |
| U-Bahn-Brücke | 0,830                                            | EÜ Saarstraße (14 m)                                    | EÜ Saarstraße (14 m)                                    |
| U-Bahn-Abzweig geradeaus und von rechts |                                                  | von Neuplanitz (Straßenbahn Zwickau)                    | von Neuplanitz (Straßenbahn Zwickau)                    |
| U-Bahn-Bahnhof | 1,500                                            | Zwickau Stadthalle (Beginn Dreischienengleis)           | Zwickau Stadthalle (Beginn Dreischienengleis)           |
| U-Bahn-Abzweig mit Eisenbahn geradeaus und ehemals nach links |                                                  | nach Zwickau-Schedewitz Gbf (Reinsdorfer Industriebahn) | nach Zwickau-Schedewitz Gbf (Reinsdorfer Industriebahn) |
| U-Bahn-Kreuzung mit Eisenbahn geradeaus unten (Querstrecke außer Betrieb) | 1,400                                            | Pöhlau–Zwickau                                          | Pöhlau–Zwickau                                          |
| U-Bahn-Haltepunkt / Haltestelle | 1,800                                            | Zwickau Steinkohlenwerk/Glück-Auf-Center                | Zwickau Steinkohlenwerk/Glück-Auf-Center                |
| U-Bahn-Haltepunkt / Haltestelle | 2,290                                            | Zwickau IHK/Saarstraße                                  | Zwickau IHK/Saarstraße                                  |
| U-Bahn-Bahnhof | 2,840                                            | Zwickau Zentrum (Ende Dreischienengleis)                | Zwickau Zentrum (Ende Dreischienengleis)                |
| U-Bahn-Strecke |                                                  | Straßenbahn Zwickau                                     | Straßenbahn Zwickau                                     |

Die Bahnstrecke Zwickau (Sachs) Hbf–Zwickau Zentrum ist eine 2,4 Kilometer lange Eisenbahn-/Straßenbahn-Strecke in Zwickau in Sachsen, die 1999 im Rahmen der EXPO 2000 als Modellstrecke für die Verknüpfung zwischen Straßenbahn und Eisenbahn im Rahmen des Zwickauer Modells entstand. Die normalspurige Strecke nutzt im ersten Abschnitt die ehemalige Trasse der Reinsdorfer Industriebahn. Auf dem zweiten Abschnitt verläuft sie gemeinsam mit der meterspurigen Straßenbahn auf einem Dreischienengleis ins Zwickauer Zentrum.

## Geschichte

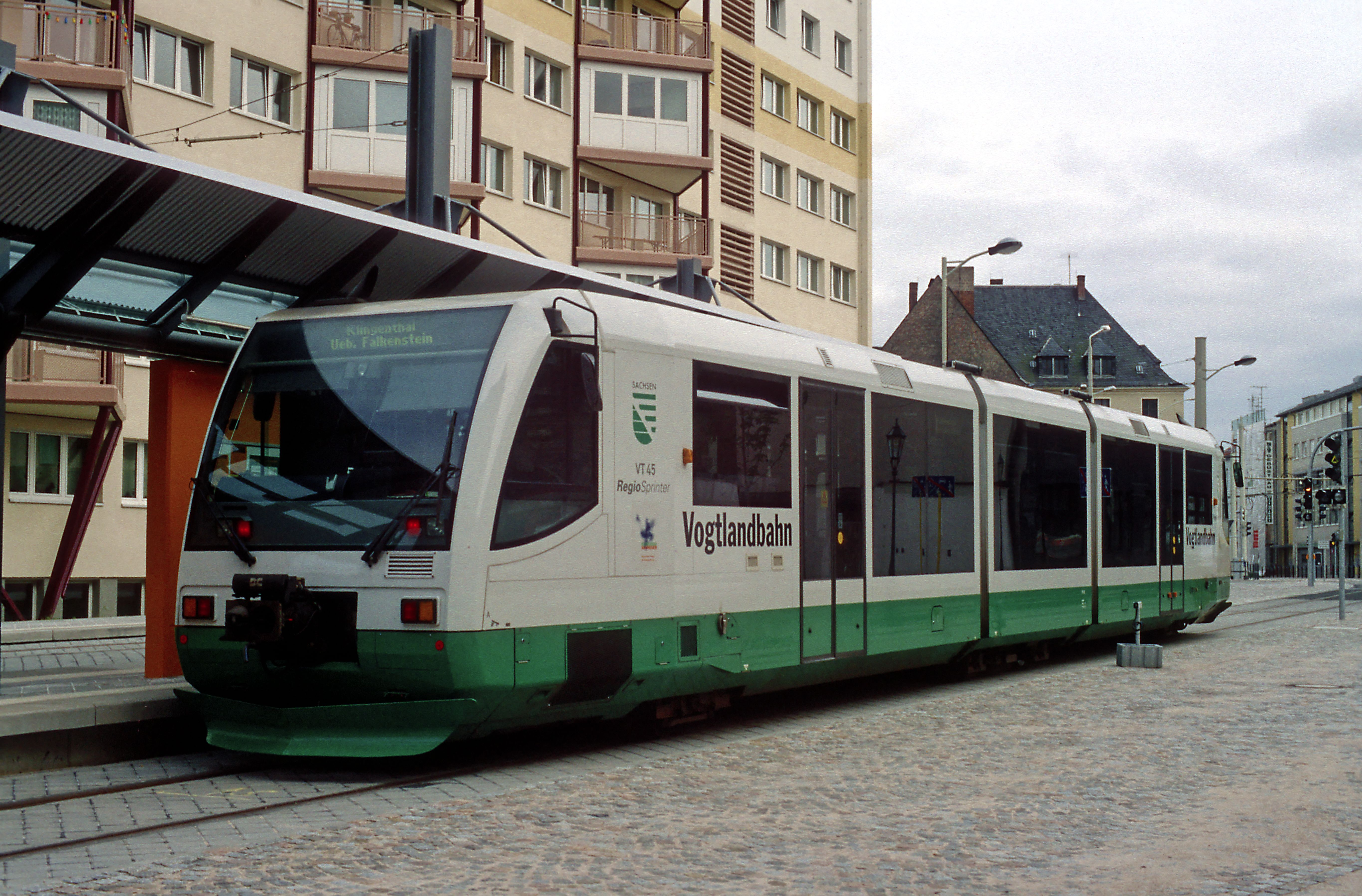
Triebwagen VT 45 mit BO-Strab-Ausrüstung am Streckenendpunkt Zwickau Zentrum

Die Bahnstrecke von Zwickau (Sachs) Hauptbahnhof ins Zwickauer Stadtzentrum wurde im Rahmen der EXPO 2000 nach dem Vorbild des „Karlsruher Modells“ am 28. Mai 1999 eröffnet. Das Zwickauer Modell unterscheidet sich jedoch darin, dass die Züge der Vogtlandbahn nicht mit dem Strom der Straßenbahn, sondern mit ihrem üblichen Dieselantrieb fahren, da das Netz der Vogtlandbahn überwiegend nicht elektrifiziert ist. Zusätzlich wurden die Radsätze nicht an den Mischbetrieb angepasst. Die eingesetzten RegioSprinter wurden dafür extra für den Betrieb nach der Straßenbahn-Bau- und Betriebsordnung (BOStrab) mit Blinkern und Bremslichtern ausgerüstet, da sie sich zum Teil auf der Trasse der Straßenbahn bewegen. Aufgrund ihrer Breite nehmen sie allerdings nicht am Straßenverkehr teil.
Zwischen dem Zwickauer Hauptbahnhof und der Haltestelle Zwickau Stadthalle wurde zur Verknüpfung ein Stück der stillgelegten Reinsdorfer Industriebahn reaktiviert, von dort bis zur Haltestelle Zwickau Zentrum nutzen die Straßenbahn- und die Vogtlandbahnzüge eine gemeinsame Trasse. Aufgrund der unterschiedlichen Spurweiten der Eisenbahn- und Straßenbahnstrecken wurden auf der gemeinsam genutzten Trasse Dreischienengleise verlegt, die Straßenbahn verkehrt auf Meter-, die Vogtlandbahn auf Regelspur. Da die Straßenbahnstrecke zu diesem Zeitpunkt erst errichtet wurde, konnte bereits von Anfang an jeweils eine dritte Schiene und ein größerer Gleisabstand eingeplant werden, sodass nachträgliche Umbauten entfielen. Allerdings bedienen Eisenbahn- und Straßenbahnenzüge keine gemeinsamen Bahnsteigkanten.

## Streckenbeschreibung

### Verlauf

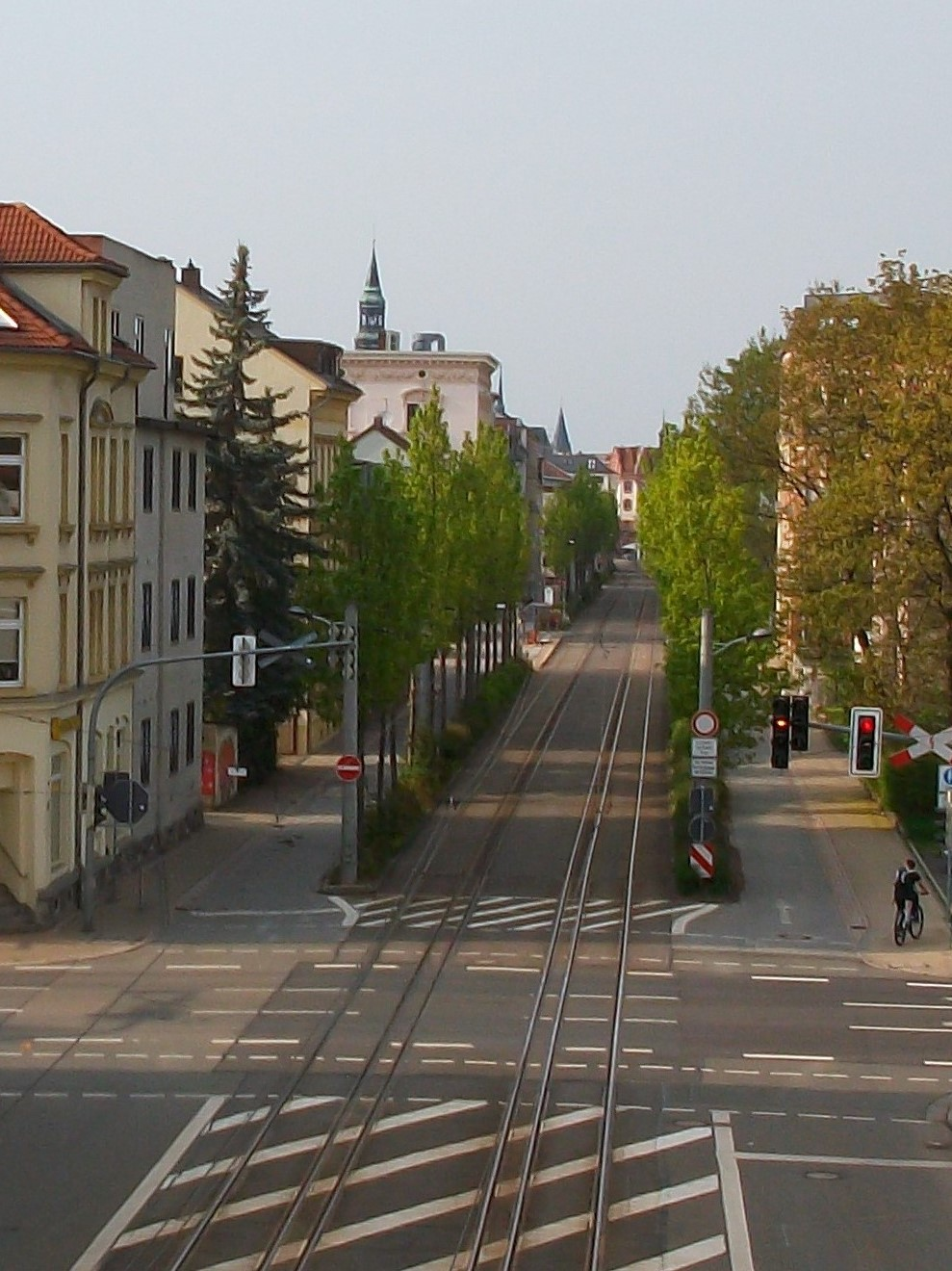
Zwickau, Äußere Schneeberger Straße von der Brückenbergschachtbahn aus gesehen (2018)

Ausgehend von Zwickau (Sachs) Hbf folgt die Strecke zunächst der Bahnstrecke Schwarzenberg–Zwickau. In Höhe des Stellwerks B4 zweigt das Gleis in Richtung Stadthalle Zwickau ab. Dieser für den Schienenverkehr reaktivierte Abschnitt gehörte zur ausschließlich dem Güterverkehr dienenden Reinsdorfer Industriebahn, die ursprünglich als Kohlenbahn zu den Steinkohleschächten in der Flur von Reinsdorf verlief und nach Einstellung des Kohlebergbaus stillgelegt worden war. Kurz nach der Anschlussweiche im Bahnhof Zwickau (Sachs) Hbf befindet sich die Infrastrukturgrenze DB Netz–Straßenbahn Zwickau, an der auch das Regelwerk der Betriebsführung zwischen EBO und BOStrab wechselt.
Die im Jahr 2000 eröffnete Stadthalle Zwickau und das daneben befindliche Einkaufszentrum Glück-Auf-Center im Stadtteil Schedewitz entstanden auf dem Areal der einstigen Kokerei und des Sammelbahnhofs Schedewitz (Güterbahnhof), deren Areal nach Einstellung des Kohlebergbaus in den 1990er Jahren von sämtlichen Gebäuden beräumt wurde. Der daneben befindliche Haltepunkt Zwickau Stadthalle wurde im Jahr 1999 gemeinsam mit dem Neubau der Straßenbahnlinie nach Neuplanitz errichtet.
Zwischen Zwickau Stadthalle und Zwickau Zentrum verkehren die Züge durch die Äußere Schneeberger Straße auf einer gemeinsamen Strecke mit der Zwickauer Straßenbahn, die aufgrund der unterschiedlichen Spurweite mit Dreischienengleisen ausgeführt ist. Wegen der Breite der eingesetzten Schienenfahrzeuge wurde die Äußere Schneeberger Straße weitgehend für den motorisierten Individualverkehr gesperrt. Der eingedeckte Gleisbereich ist jedoch für Rettungsfahrzeuge und Schienenersatzverkehr befahrbar. Besonderheit der gemeinsam genutzten Trasse ist, das Eisenbahn und Straßenbahn an den Haltestellen Zwickau Stadthalle und Zwickau Zentrum eigene Bahnsteige mit unterschiedlichen Höhen besitzen. Die Endhaltestelle Zwickau Zentrum der Regelspurstrecke befindet sich in der Inneren Schneeberger Straße beim Stadtring am südlichen Ende der Zwickauer Innenstadt. Kurz vorher trennen sich die Gleise der Eisenbahn und der Straßenbahn, welche weiter in die Zwickauer Innenstadt fährt.
Wegen der unterschiedlichen Spurkranzmaße und Laufflächenbreiten der Straßen- und Eisenbahnfahrzeuge wurden sämtliche Herzstücke, die mit unterschiedlichen Radprofilen befahren werden, mit beweglichen Flügelschienen ausgerüstet. Es betrifft auch Herzstücke, die pro Seite nur mit je einem der beiden Radprofile befahren werden. Hauptgrund ist, dass ein sicheres Überlaufen von Herzstücklücken mit Fernbahnbreite durch schmale Straßenbahnradreifen nicht möglich ist. Die Führung erfolgt trotzdem durch Radlenker. Dadurch ist eine massive Abstützung der anliegenden Flügelschienen nicht erforderlich.

### Betriebsstellen

#### Zwickau (Sachs) Hbf
Zwickau (Sachs) Hbf (Lage) wurde 1845 eröffnet und entwickelte sich daraufhin zu einem Eisenbahnknoten

#### Zwickau Stadthalle

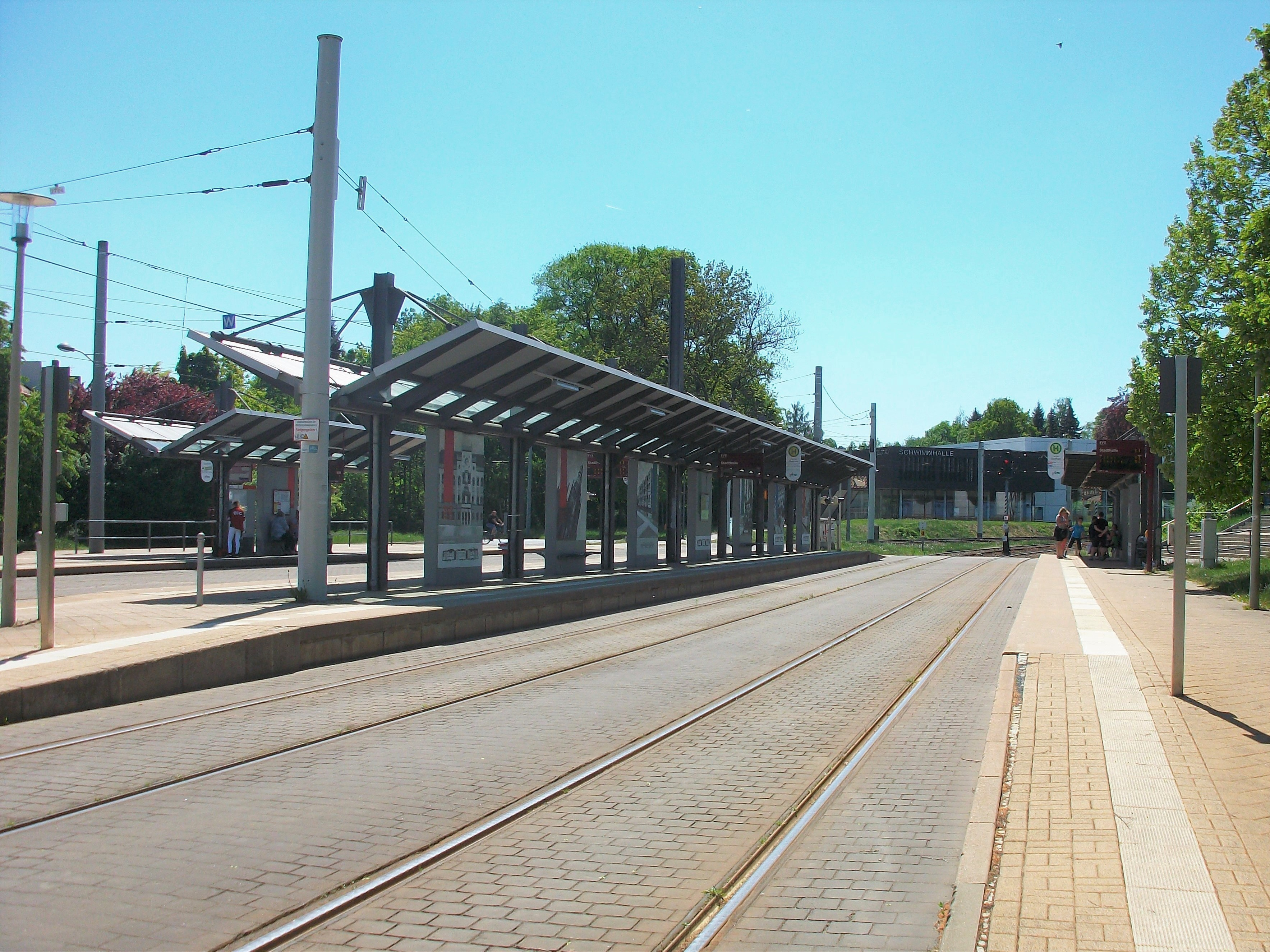
Haltepunkt Zwickau Stadthalle, Gleise der Eisenbahn (2018)

Die Haltestelle Zwickau Stadthalle (Lage) wurde am 28. Mai 1999 unter dem Namen Zwickau Glück-Auf-Center in Schedewitz eröffnet. Nach der Eröffnung der Zwickauer Stadthalle im Jahr 2000 erfolgte die Umbenennung in Zwickau Stadthalle. Die Haltestelle verfügt über jeweils zwei normalspurige und meterspurige Bahnsteiggleise für die vom Eisenbahnnetz übergehende Fahrten und durchgehenden Straßenbahnen der Linie 3 (Eckersbach–Stadtzentrum–Neuplanitz), welche sich hinter der Bahnsteigen zu einer zweigleisigen Strecke mit Dreischienengleisen in Richtung Zwickauer Stadtzentrum vereinigen. Der ehemalige Güterbahnhof Zwickau-Schedewitz an der Reinsdorfer Industriebahn (Kohlebahn) befand sich unweit der heutigen Station Zwickau Stadthalle. Für die Straßenbahn besteht eine Wendeschleife mit einem weiteren Bahnsteiggleis. Die Bahnsteige sind überdacht.

#### Steinkohlenwerk/Glück-Auf-Center und IHK/Saarstraße
Die Haltestellen Steinkohlenwerk/Glück-Auf-Center Lage und IHK/Saarstraße (Lage) sind jeweils mit zwei Außenbahnsteigen ausgestattet.

#### Zwickau Zentrum

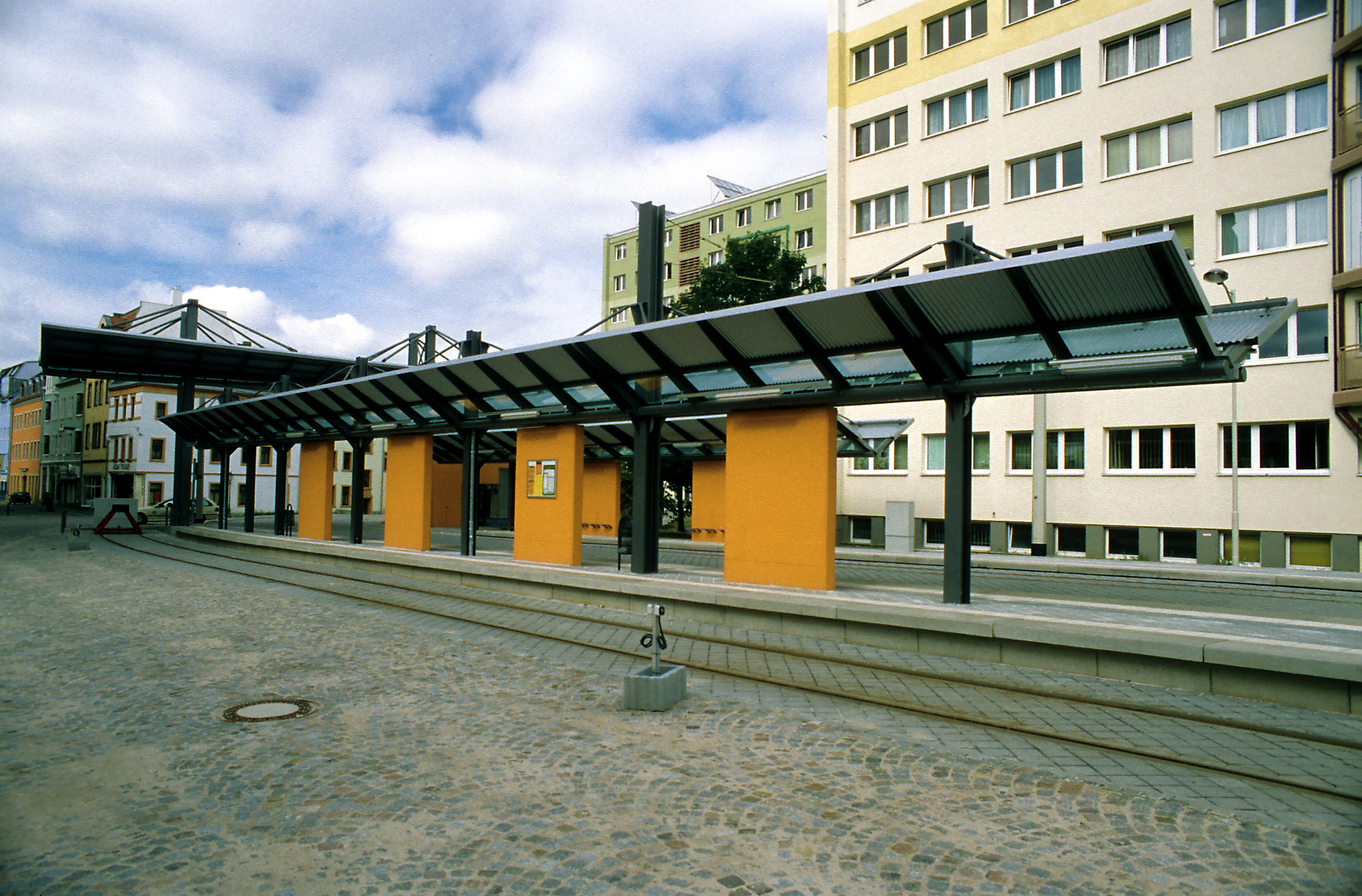
Haltepunkt Zwickau Zentrum, Regelspurbahnsteig

Die Haltestelle Zwickau Zentrum (Lage) wurde am 28. Mai 1999 am Südrand der Zwickauer Innenstadt eröffnet. Kurz vor den Bahnsteigen endet das Dreischienengleis und das Normalspurgleis endet in einem Kopfgleis mit Bahnsteigkante parallel zu den Meterspurgleisen, an denen Straßenbahn von hier weiter Richtung Innenstadt und Eckersbach verkehren. Die Bahnsteige sind überdacht.

## Verkehr
Im Fahrplanjahr 2023 verkehrten auf der Bahnstrecke folgende Linien:
| Linie | Linienverlauf                                                                                  | Takt (min)                                        | Verkehrsunternehmen                 |
| ----- | ---------------------------------------------------------------------------------------------- | ------------------------------------------------- | ----------------------------------- |
| RB 1  | Zwickau Zentrum – Zwickau – Falkenstein ( – Zwotental – Klingenthal – Kraslice – Karlovy Vary) | 60                                                | Die Länderbahn (Vogtlandbahn)       |
| RB 2  | Zwickau Zentrum – Zwickau – Reichenbach – Plauen ( – Adorf – Bad Brambach – Cheb)              | 60                                                | Die Länderbahn (Vogtlandbahn)       |
| 3     | Neuplanitz – Zwickau Stadthalle – Zwickau Zentrum – Eckersbach                                 | 10 (Schultage) 15 (andere Werktage) 30 (Sonntage) | Städtische Verkehrsbetriebe Zwickau |

Die Haltestellen Steinkohlenwerk/Glück-Auf-Center und IHK/Saarstraße werden nur von der Linie 3 bedient.
Von Dezember 2019 bis zum 14. Juni 2021 verkehrte die Vogtlandbahn nur mit der Linie RB1 von/bis Zwickau Zentrum. Da ab Juni 2021 die neue Leittechnik der Strecke in Betrieb genommen werden konnte, verkehrt auch wieder die Linie RB2 von/bis Zentrum.

## Fahrzeugeinsatz

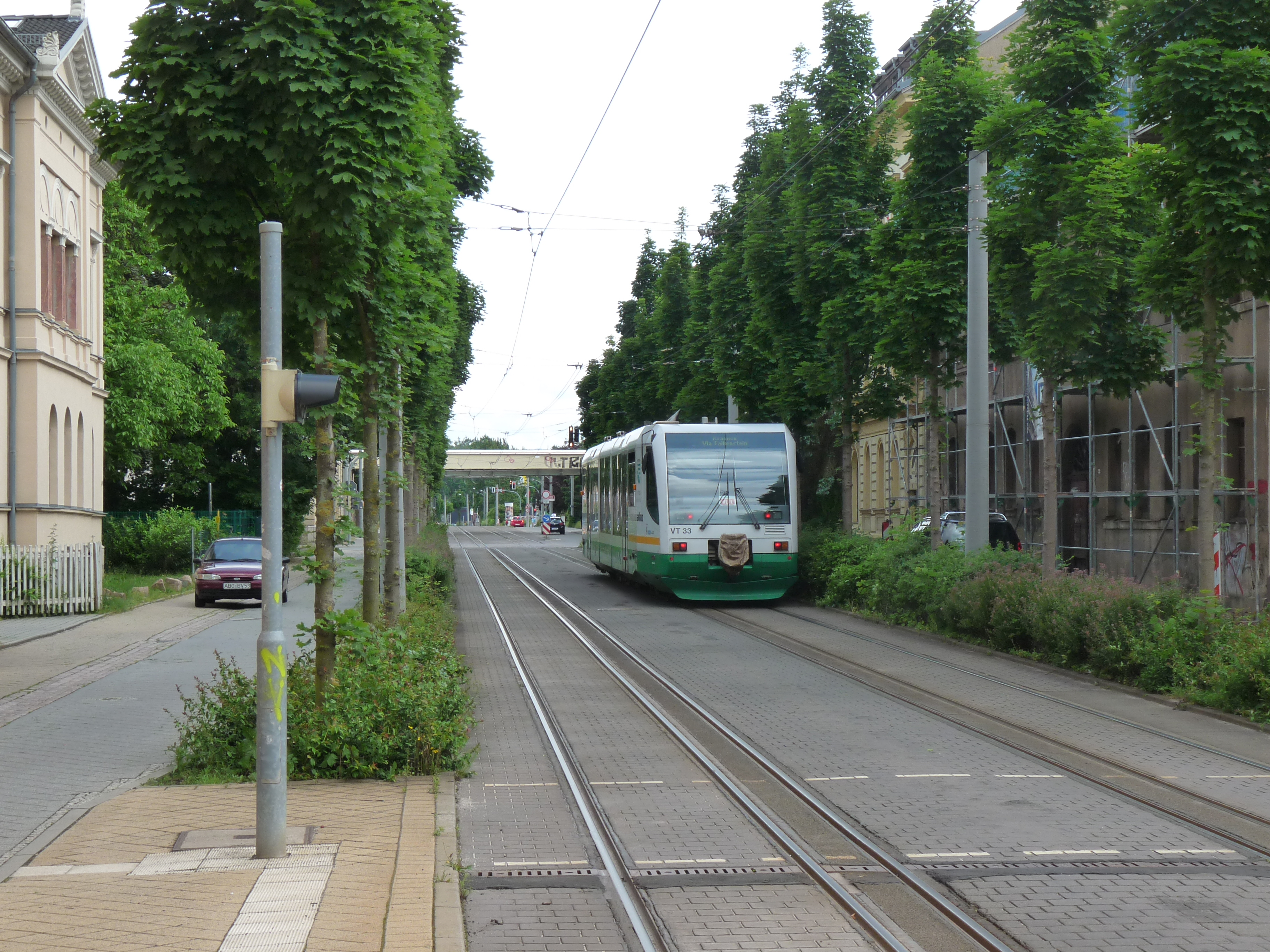
RegioSprinter der Vogtlandbahn in der Äußeren Schneeberger Straße in Zwickau

Anders als bei herkömmlichen Tram-Trains nach dem Karlsruher Modell wurde in Zwickau die Strecke so ausgelegt, dass geringfügig adaptierte Vollbahn-Fahrzeuge zum Einsatz kommen können. Die Vogtlandbahn setzte von 1999 bis 2019 RegioSprinter ein, ab 2012 kamen die dieselbetriebenen Stadler Regio-Shuttle RS1 dazu, die speziell nach den Vorgaben der Straßenbahn-Bau- und Betriebsordnung umgerüstet wurden. So wurden sie beispielsweise mit Blinkern, Brems- und Abblendlicht, Fahrtrichtungsanzeigern, Klingeln und Transpondern für die Weichenbedienung ausgestattet. Bei der Straßenbahn verkehren die Typen Tatra KT4D und GT6M.